# Imre Hódos
Imre Hódos (Hajdúnádás, Hajdú-Bihar, 10 de janeiro de 1928 — Debrecen, Hajdú-Bihar, 23 de abril de 1989) foi um lutador de luta greco-romana húngaro.

## Carreira
Foi vencedor da medalha de ouro na categoria de 52–57 kg em Helsínquia 1952.